# 아메리칸 팩토리
《아메리칸 팩토리》(American Factory, 중국어: 美国工厂)는 미국에서 제작된 스티븐 보그너, 줄리아 레이처트 감독의 2019년 다큐멘터리 영화이다. 오하이오주 데이턴 주변 도시 모레인에 위치한 중국계 기업 푸야오 공장에 관해 다루고 있다. 2019 선댄스 영화제에서 초연되었다. 넷플릭스가 배급하였다. 아카데미 장편 다큐멘터리 영화상을 수상했다.